# Станетинец
Станетинец је насељено место у саставу општине Штригова у Међимурској жупанији, Хрватска. До територијалне реорганизације у Хрватској налазио се у саставу старе општине Чаковец.

## Становништво
На попису становништва 2011. године, Станетинец је имао 195 становника.

## Попис1991.
На попису становништва 1991. године, насељено место Станетинец је имало 210 становника, следећег националног састава:
| Попис 1991.‍ | Попис 1991.‍ | Попис 1991.‍ | Попис 1991.‍ | Попис 1991.‍ |
| ----------- | ----------- | ----------- | ----------- | ----------- |
|             |             |             |             |             |
| Хрвати      | Хрвати      |             | 199         | 94,76%      |
| Словенци    | Словенци    |             | 8           | 3,80%       |
| непознато   | непознато   |             | 3           | 1,42%       |
| укупно: 210 |             |             |             |             |